# Gran Premi d'Austràlia del 2018
El Gran Premi d'Austràlia de 2018 va ser la primera cursa de la temporada 2018 de Fórmula 1, que es va disputar al Circuit d'Albert Park de Melbourne entre el 23 i 25 de març.
Sebastian Vettel va ser el vencedor, seguit de Lewis Hamilton i Kimi Räikkönen. Els pilots actius que han aconseguit guanyar el Gran Premi d'Austràlia són: Fernando Alonso, Kimi Räikkönen, Lewis Hamilton i Sebastian Vettel.

## Pneumàtics
| Nom del compost | Color | Color | Banda de rodadura     | Condicions del temps | Tipus del compost   | Adherència                       | Durabilitat                        |
| --------------- | ----- | ----- | --------------------- | -------------------- | ------------------- | -------------------------------- | ---------------------------------- |
| Ultra Tou       | US    |       | Slick (Llis) (P Zero) | Sec                  | Tou                 | 6 - Adherència alta              | 2 - Durabilitat baixa              |
| Súper Tou       | SS    |       | Slick (Llis) (P Zero) | Sec                  | Optatiu / Tou       | 5 - Adherència lleugerament alta | 3 - Durabilitat lleugerament baixa |
| Tou             | S     |       | Slick (Llis) (P Zero) | Sec                  | Optatiu / Tou / Dur | 4 - Adherència mitja             | 4 - Durabilitat mitja              |

### Tipus de pneumàtics
| Tipus | Ultra Tou | Ultra Tou | Súper Tou | Súper Tou | Tou | Tou | Intermedis | Intermedis | De pluja | De pluja |
| ----- | --------- | --------- | --------- | --------- | --- | --- | ---------- | ---------- | -------- | -------- |
| Nou   | US        |           | SS        |           | S   |     | I          |            | W        |          |
| Usat  | US        |           | SS        |           | S   |     | I          |            | W        |          |

## Entrenaments lliures

### Primers lliures
Resultats
| Pos. | Nº | Pilot            | Equip/Motor        | Millor temps | Diferència | Compost | Voltes |
| ---- | -- | ---------------- | ------------------ | ------------ | ---------- | ------- | ------ |
| 1    | 44 | Lewis Hamilton   | Mercedes           | 1:24.026     | —          | US      | 27     |
| 2    | 77 | Valtteri Bottas  | Mercedes           | 1:24.577     | +0.551     | US      | 29     |
| 3    | 33 | Max Verstappen   | Red Bull-TAG Heuer | 1:24.771     | +0.745     | SS      | 26     |
| 4    | 7  | Kimi Räikkönen   | Ferrari            | 1:24.875     | +0.849     | S       | 23     |
| 5    | 5  | Sebastian Vettel | Ferrari            | 1:24.995     | +0.969     | SS      | 22     |

Font: F1.com

### Segons lliures
Resultats
| Pos. | Nº | Pilot            | Equip/Motor        | Millor temps | Diferència | Compost | Voltes |
| ---- | -- | ---------------- | ------------------ | ------------ | ---------- | ------- | ------ |
| 1    | 44 | Lewis Hamilton   | Mercedes           | 1:23.931     | —          | US      | 34     |
| 2    | 33 | Max Verstappen   | Red Bull-TAG Heuer | 1:24.058     | +0.127     | US      | 34     |
| 3    | 77 | Valtteri Bottas  | Mercedes           | 1:24.159     | +0.228     | US      | 33     |
| 4    | 7  | Kimi Räikkönen   | Ferrari            | 1:24.214     | +0.283     | US      | 38     |
| 5    | 5  | Sebastian Vettel | Ferrari            | 1:24.451     | +0.520     | US      | 37     |

Font: F1.com

### Tercers lliures
Resultats
| Pos. | Nº | Pilot            | Equip/Motor        | Millor temps | Diferencia | Compost | Voltes |
| ---- | -- | ---------------- | ------------------ | ------------ | ---------- | ------- | ------ |
| 1    | 5  | Sebastian Vettel | Ferrari            | 1:26.067     | —          | US      | 15     |
| 2    | 7  | Kimi Räikkönen   | Ferrari            | 1:28.499     | +2.432     | US      | 13     |
| 3    | 9  | Marcus Ericsson  | Sauber-Ferrari     | 1:28.890     | +2.823     | US      | 14     |
| 4    | 33 | Max Verstappen   | Red Bull-TAG Heuer | 1:31.680     | +5.613     | I       | 8      |
| 5    | 55 | Carlos Sainz Jr. | Renault            | 1:33.172     | +7.105     | I       | 11     |

Font: F1.com

## Classificació

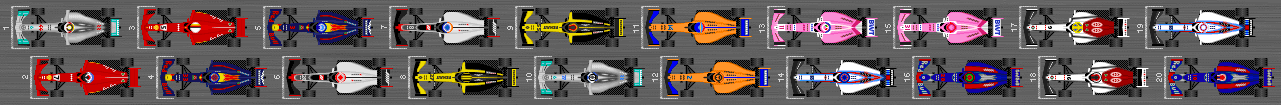
Classificació final per la carrera.

Resultats
| Pos. | Nº | Pilot             | Equip/Motor          | Part 1   | Part 2   | Part 3      | Graella |
| ---- | -- | ----------------- | -------------------- | -------- | -------- | ----------- | ------- |
| 1    | 44 | Lewis Hamilton    | Mercedes             | 1:22.824 | 1:22.051 | 1:21.164    | 1       |
| 2    | 7  | Kimi Räikkönen    | Ferrari              | 1:23.096 | 1:22.507 | 1:21.828    | 2       |
| 3    | 5  | Sebastian Vettel  | Ferrari              | 1:23.348 | 1:21.944 | 1:21.838    | 3       |
| 4    | 33 | Max Verstappen    | Red Bull-TAG Heuer   | 1:23.483 | 1:22.416 | 1:21.879    | 4       |
| 5    | 3  | Daniel Ricciardo  | Red Bull-TAG Heuer   | 1:23.494 | 1:22.897 | 1:22.152    | 8*      |
| 6    | 20 | Kevin Magnussen   | Haas-Ferrari         | 1:23.909 | 1:23.300 | 1:23.187    | 5       |
| 7    | 8  | Romain Grosjean   | Haas-Ferrari         | 1:23.671 | 1:23.468 | 1:23.339    | 6       |
| 8    | 27 | Nico Hülkenberg   | Renault              | 1:23.782 | 1:23.544 | 1:23.532    | 7       |
| 9    | 55 | Carlos Sainz Jr.  | Renault              | 1:23.529 | 1:23.061 | 1:23.577    | 9       |
| 10   | 77 | Valtteri Bottas   | Mercedes             | 1:23.686 | 1:22.089 | Sense temps | 15*     |
| 11   | 14 | Fernando Alonso   | McLaren-Renault      | 1:23.597 | 1:23.692 |             | 10      |
| 12   | 2  | Stoffel Vandoorne | McLaren-Renault      | 1:24.073 | 1:23.853 |             | 11      |
| 13   | 11 | Sergio Pérez      | Force India-Mercedes | 1:24.344 | 1:24.005 |             | 12      |
| 14   | 18 | Lance Stroll      | Williams-Mercedes    | 1:24.464 | 1:24.230 |             | 13      |
| 15   | 31 | Esteban Ocon      | Force India-Mercedes | 1:24.503 | 1:24.786 |             | 14      |
| 16   | 28 | Brendon Hartley   | Toro Rosso-Honda     | 1:24.532 |          |             | 16      |
| 17   | 9  | Marcus Ericsson   | Sauber-Ferrari       | 1:24.556 |          |             | 17      |
| 18   | 16 | Charles Leclerc   | Sauber-Ferrari       | 1:24.636 |          |             | 18      |
| 19   | 35 | Sergey Sirotkin   | Williams-Mercedes    | 1:24.922 |          |             | 19      |
| 20   | 10 | Pierre Gasly      | Toro Rosso-Honda     | 1:25.295 |          |             | 20      |

Font: F1.com

## Cursa

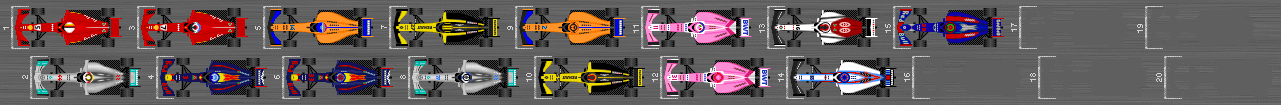
Resultats de la carrera del GP de Australia de 2018.

Resultats
| Pos. | Nº | Pilot             | Equip/Motor          | Voltes | Temps/Retirada | Graella | Punts |
| ---- | -- | ----------------- | -------------------- | ------ | -------------- | ------- | ----- |
| 1    | 5  | Sebastian Vettel  | Ferrari              | 58     | 1:29:33.283    | 3       | 25    |
| 2    | 44 | Lewis Hamilton    | Mercedes             | 58     | +5.036         | 1       | 18    |
| 3    | 7  | Kimi Räikkönen    | Ferrari              | 58     | +6.309         | 2       | 15    |
| 4    | 3  | Daniel Ricciardo  | Red Bull-TAG Heuer   | 58     | +7.069         | 8       | 12    |
| 5    | 14 | Fernando Alonso   | McLaren-Renault      | 58     | +27.886        | 10      | 10    |
| 6    | 33 | Max Verstappen    | Red Bull-TAG Heuer   | 58     | +28.945        | 4       | 8     |
| 7    | 27 | Nico Hülkenberg   | Renault              | 58     | +32.671        | 7       | 6     |
| 8    | 77 | Valtteri Bottas   | Mercedes             | 58     | +34.339        | 15      | 4     |
| 9    | 2  | Stoffel Vandoorne | McLaren-Renault      | 58     | +34.921        | 11      | 2     |
| 10   | 55 | Carlos Sainz Jr.  | Renault              | 58     | +45.722        | 9       | 1     |
| 11   | 11 | Sergio Pérez      | Force India-Mercedes | 58     | +46.817        | 12      |       |
| 12   | 31 | Esteban Ocon      | Force India-Mercedes | 58     | +1:00.278      | 14      |       |
| 13   | 16 | Charles Leclerc   | Sauber-Ferrari       | 58     | +1:15.759      | 18      |       |
| 14   | 18 | Lance Stroll      | Williams-Mercedes    | 58     | +1:18.288      | 13      |       |
| 15   | 28 | Brendon Hartley   | Toro Rosso-Honda     | 57     | +1 volta       | 16      |       |
| Ret  | 8  | Romain Grosjean   | Haas-Ferrari         | 24     | Rodes          | 6       |       |
| Ret  | 20 | Kevin Magnussen   | Haas-Ferrari         | 22     | Rodes          | 5       |       |
| Ret  | 10 | Pierre Gasly      | Toro Rosso-Honda     | 13     | Motor          | 20      |       |
| Ret  | 9  | Marcus Ericsson   | Sauber-Ferrari       | 5      | Direcció       | 17      |       |
| Ret  | 35 | Sergey Sirotkin   | Williams-Mercedes    | 4      | Frens          | 19      |       |

Font: F1.com

## Classificació després de la carrera
| Pos. | Pilot            | Punts | Canvis |
| ---- | ---------------- | ----- | ------ |
| 1    | Sebastian Vettel | 25    | =      |
| 2    | Lewis Hamilton   | 18    | =      |
| 3    | Kimi Räikkönen   | 15    | =      |
| 4    | Daniel Ricciardo | 12    | =      |
| 5    | Fernando Alonso  | 10    | =      |

| Pos. | Constructor        | Punts | Canvis |
| ---- | ------------------ | ----- | ------ |
| 1    | Ferrari            | 40    | =      |
| 2    | Mercedes           | 22    | =      |
| 3    | Red Bull-TAG Heuer | 20    | =      |
| 4    | McLaren-Renault    | 12    | =      |
| 5    | Renault            | 7     | =      |